# Ficus maclellandii
Ficus maclellandii är en mullbärsväxtart som beskrevs av George King. Ficus maclellandii ingår i släktet fikonsläktet, och familjen mullbärsväxter. Inga underarter finns listade i Catalogue of Life.